# Nísos Ioannínon
Nísos Ioannínon (Nisos Ioanninon) är en ort i Grekland.   Den ligger i prefekturen Nomós Ioannínon och regionen Epirus, i den nordvästra delen av landet, 300 km nordväst om huvudstaden Aten. Nísos Ioannínon ligger 468 meter över havet och antalet invånare är 219. Den ligger vid sjön Límni Pamvótida.
Terrängen runt Nísos Ioannínon är varierad. Runt Nísos Ioannínon är det ganska tätbefolkat, med 60 invånare per kvadratkilometer. Närmaste större samhälle är Ioánnina, 2,6 km sydväst om Nísos Ioannínon. Trakten runt Nísos Ioannínon består till största delen av jordbruksmark.